# عبد اللطيف صلاح (لاعب كرة قدم)
عبد اللطيف صلاح (مواليد 23 مارس 1992) هو لاعب كرة قدم قطري يلعب في خط الدفاع.
لعب سابقاً مع أندية الأهلي و السيلية و الشحانية و معيذر .

## روابط خارجية
- عبد اللطيف صلاح على موقع Soccerway.com (الإنجليزية)
- عبد اللطيف صلاح على موقع كووورة